# Boris Bergmann
Pour les articles homonymes, voir Bergmann.
Ne doit pas être confondu avec Boris Bergman.
Boris Bergmann, né à Paris le 1er février 1992, est un écrivain français.

## Biographie
Son premier roman, Viens là que je te tue ma belle, aux éditions Scali, journal imaginaire d'un jeune adolescent qui découvre la nuit et la transgression à travers le rock and roll, reçoit le prix de Flore du lycéen. Ce roman est adapté en 2012 pour Arte par Jean-Stéphane Sauvaire sous le titre de Punk,, avec Béatrice Dalle, Paul Bartel, Marie-Ange Casta et Bernie Bonvoisin.
En janvier 2010, il publie son second roman, 1 000 Mensonges, aux éditions Denoël : les confidences d'un menteur qui tombe amoureux.
En août 2016, il sort son troisième roman, Déserteur, aux éditions Calmann-Levy : le récit d'un jeune hacker utilisé par l'armée pour programmer les drones dans la guerre contre le califat. Envoyé en mission dans le désert, il sera forcé de prendre part à des actes terribles qui vont le pousser à s'engager et à se faire face pour la première fois.
Il a également collaboré à de nombreuses revues littéraires (La Règle du Jeu, Edwarda, L'écho d'Orphée, Possession Immédiate) ainsi qu'à divers magazines et journaux.
En septembre 2017, il est admis comme pensionnaire de la Villa Medicis, promotion 2017/2018. Son projet porte sur le fanatisme.
En janvier 2018, il sort son quatrième roman, Nage libre : l'histoire d'Issa, jeune d'un Paris populaire, qui va se libérer par la nage, la quête de désirs et d'amitié. Nage Libre reçoit le prix littéraire de la vocation 2018 ainsi que le prix Révélation de la Société des Gens de Lettres.

## Œuvres

### Romans
- Viens là que je te tue ma belle, Paris, Éditions Scali, 2007, 159 p.  (ISBN 978-2-35012-165-9) ; réédition, Paris, LGF, coll. « Le Livre de poche » no 31064, 2008  (ISBN 978-2-253-12550-1)
- Nous sommes cernés par les cibles, ill. de Gabriel Gay, Paris, Éditions Scali, coll. « Scali Graphic », 2008, 128 p. (ISBN 978-2-35012-249-6)
- 1000 mensonges, Paris, Éditions Denoël, 2010, 117 p. (ISBN 978-2-207-26142-2)
- Déserteur, Paris, Éditions Calmann-Lévy, coll. « Littérature française », 2016, 278 p.  (ISBN 978-2-7021-6049-7) ; réédition, Paris, LGF, coll. « Le Livre de poche » no 35120, 2018  (ISBN 978-2-253-07097-9)
- Nage libre, Paris, Éditions Calmann-Lévy, coll. « Littérature française », 2018, 312 p.  (ISBN 978-2702161401) – prix littéraire de la vocation

### Nouvelle
- Dites-le avec des peurs, suivi de La guerre sainte : 1940 par René Daumal, Paris, Éditions Marcel, coll. « Prismes », 2018, 88 p.  (ISBN 978-2-9563413-0-7)

## Prix et distinctions
- 2018 : Prix littéraire de la vocation
- 2020 : Prix Fénéon de littérature pour Les Corps insurgés